# Köbbinger Bach
Der Köbbinger Bach ist ein knapp 3,3 km langer Bach, der in der Bauerschaft Wieningen in der Gemeinde Everswinkel im Kreis Warendorf entspringt. Er fließt durch die Bauerschaft Wieningen westwärts und fließt in der Bauerschaft Schuter von rechts in den Wieninger Bach.